# 奧爾利夫斯凱 (扎波羅熱州)
48°5′24″N 35°5′15″E / 48.09000°N 35.08750°E
奧爾利夫斯凱（烏克蘭語：Орлівське）是位於烏克蘭東南部的村莊，由扎波羅熱州扎波羅熱区的彼得羅-米哈伊利夫卡市鎮負責管轄。該村面積0.19平方公里，2001年人口45，人口密度每平方公里238.1人。